# Metro van Londen
De metro van Londen (Engels: London Underground) is een openbaarvervoernetwerk in de Engelse regio Londen, bestaande uit geëlektrificeerde spoorlijnen die in het centrum ondergronds en in de buitenwijken bovengronds lopen. Het is verreweg het oudste metrostelsel ter wereld; de eerste lijn werd in 1863 geopend. Het Londense metronetwerk is langer dan het Parijse netwerk, maar telt minder stations en lijnen, en wordt minder bereden.

## Naam
De officiële benaming van het netwerk is Underground, maar in de volksmond spreekt men van the Tube (letterlijk 'de buis').

## Achtergrond

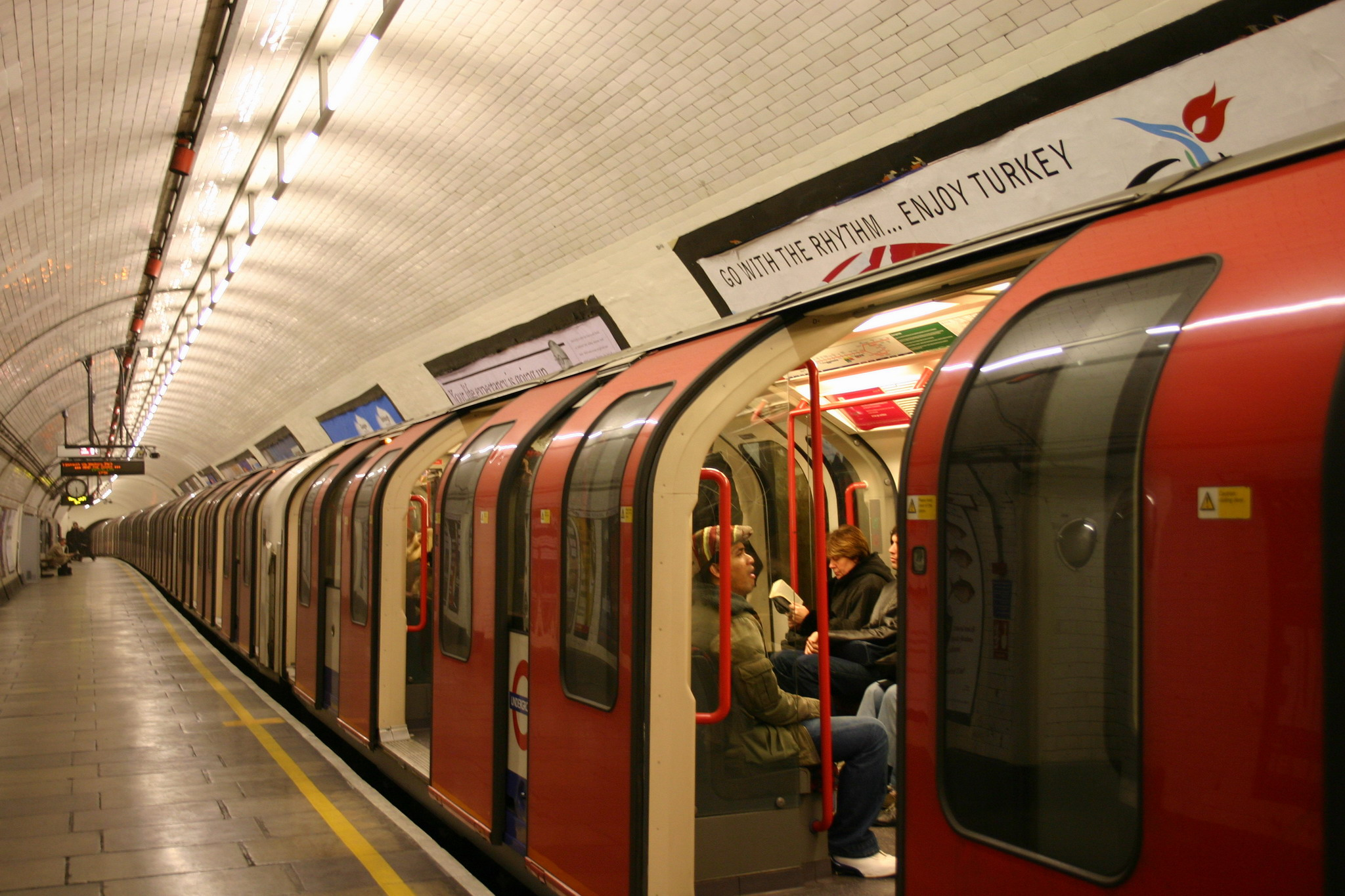
Materieel op een deep-level-lijn, de Central Line (2004)

Door de toenemende verstedelijking van Londen in de negentiende eeuw slibde het wegennet snel dicht. Doorgaande spoorlijnen door de stad waren lang verboden omdat dit te gevaarlijk en ongezond werd geacht. Toen de autoriteiten spoorlijnen in de stad toelieten, was er nauwelijks ruimte over, waardoor de enige beschikbare ruimte die restte zich onder de grond bevond. De Metropolitan Line tussen Paddington en Farringdon was de eerste ondergrondse spoorlijn ter wereld.
De lijnen van de Londense metro kunnen in twee categorieën onderverdeeld worden, naargelang de manier waarop de tunnels gebouwd werden: sub-surface (onder het oppervlak) en deep level (diepliggend). De sub-surface-lijnen werden eerst uitgegraven en daarna overdekt. Op veel plaatsen dringt het daglicht erin door. Deze lijnen liggen ongeveer 5 meter onder het oppervlak en zijn de oudste lijnen van de Underground. Op de East London Line na, die sinds 2010 deel uitmaakt van London Overground, vormen ze één samenhangend en complex netwerk, waarbij lijnen in het centrum sporen delen met andere sub-surface-lijnen.
Doordat het dagelijks leven zwaar verstoord werd door deze methode van aanleg, is men na enige tijd overgestapt op geboorde tunnels. Dit zijn de zogenaamde deep-level-lijnen, die gemiddeld 20 meter onder het oppervlak liggen. Deze lijnen worden tube-lijnen genoemd naar de vrij nauwe tunnelbuis (tube=buis), al heeft de metro als geheel de bijnaam Tube gekregen. De inwendige diameter van de tunnelbuizen is minimaal 3,56 m (nieuwere tunnels zijn iets ruimer dan de oudste). De tunnels zijn enkelsporig; een lijn bestaat dus steeds uit twee tunnels, een voor elke richting. De metrotreinen op de deep-level-lijnen hebben een smaller omgrenzingsprofiel en een lager vloerniveau, waardoor lagere perrons noodzakelijk zijn. In tegenstelling tot de sub-surface-lijnen delen deze lijnen meestal geen sporen met andere lijnen. Alle sporen zijn geëlektrificeerd met 630 volt gelijkspanning met aparte stroomrails voor de plus en de min. Als alle treinen ervoor geschikt zijn, wordt de spanning opgevoerd naar 750 volt zoals bij de meeste metro's gebruikelijk is.
Beide soorten lijnen komen doorgaans buiten het centrum van Londen bovengronds, met uitzondering van de Victoria Line, die geheel ondergronds loopt, en de Waterloo & City Line, die zeer kort is en niet buiten het stadscentrum komt.
Sinds 2003 is de Londense metro in handen van Transport for London (TfL), het overheidsorgaan dat ook verantwoordelijk is voor onder meer het busvervoer en de Docklands Light Railway (DLR).
Het netwerk bestaat uit 275 stations en de treinen rijden over 408 km spoor. De metro vervoert gemiddeld 3 miljoen passagiers per dag met 3,4 miljoen per weekdag, waarmee de Londense metro het op acht na drukste metrosysteem ter wereld is (ter vergelijking, de nummer één, Tokyo, heeft bijna drie keer zoveel passagiers). Op 8 december 2006 vervoerde LU een recordaantal van 4 miljoen mensen op één dag. In 2006 transporteerde London Underground voor het eerst in haar geschiedenis een miljard passagiers in één jaar.

### Technische problemen
De oudste delen van de metro van Londen bestaan sinds 1863, waardoor een deel van de infrastructuur verouderd is en maar moeilijk aan de hedendaagse eisen aan te passen is. Veel stations werken op de maximale capaciteit, de stations Camden Town en Covent Garden kennen beperkingen in de toegang op bepaalde tijden. Op andere stations wordt, wanneer noodzakelijk, de toegang afgesloten of worden andere maatregelen getroffen.
De deep-level-lijnen hebben enkele specifieke problemen die moeilijk op te lossen zijn. Zo is de lucht in de tunnels warm tot heet te noemen, doordat er te weinig koeling of luchtverversing plaats kan vinden. Tijdens een hittegolf in 2006 werden er temperaturen van 47°C gemeten.
Een ander probleem is de relatief sterke wind die ontstaat doordat een trein in de nauwe tunnels een grote hoeveelheid lucht voor zich uit duwt. Deze wind blaast stof, bestaande uit onder andere remstof en silicium, van het spoor en kan schadelijk zijn voor de gezondheid. Om het probleem van de luchtverversing en de sterke wind te verminderen zijn op de nieuwe stations van de Jubilee Line glazen wanden met schuifdeuren geplaatst op de rand van de perrons. Deze deuren gaan open zodra een trein op de juiste positie tot stilstand is gekomen. Het spreekt vanzelf dat deze wanden ook de veiligheid verhogen: men kan niet meer van het perron afvallen.

### Veiligheid
Ongevallen op het metronetwerk, dat meer dan een miljard passagiers vervoert per jaar, zijn zeldzaam. Uit de statistieken blijkt dat er één dode geconstateerd wordt per 300 miljoen treinreizen (cijfers uit 2005, vóór de terroristische aanslag op 7 juli 2005).
Elk jaar plegen echter ongeveer 50 mensen zelfmoord in de metro van Londen, meestal door zich voor een aanstormende trein te werpen.

## Lijnennet

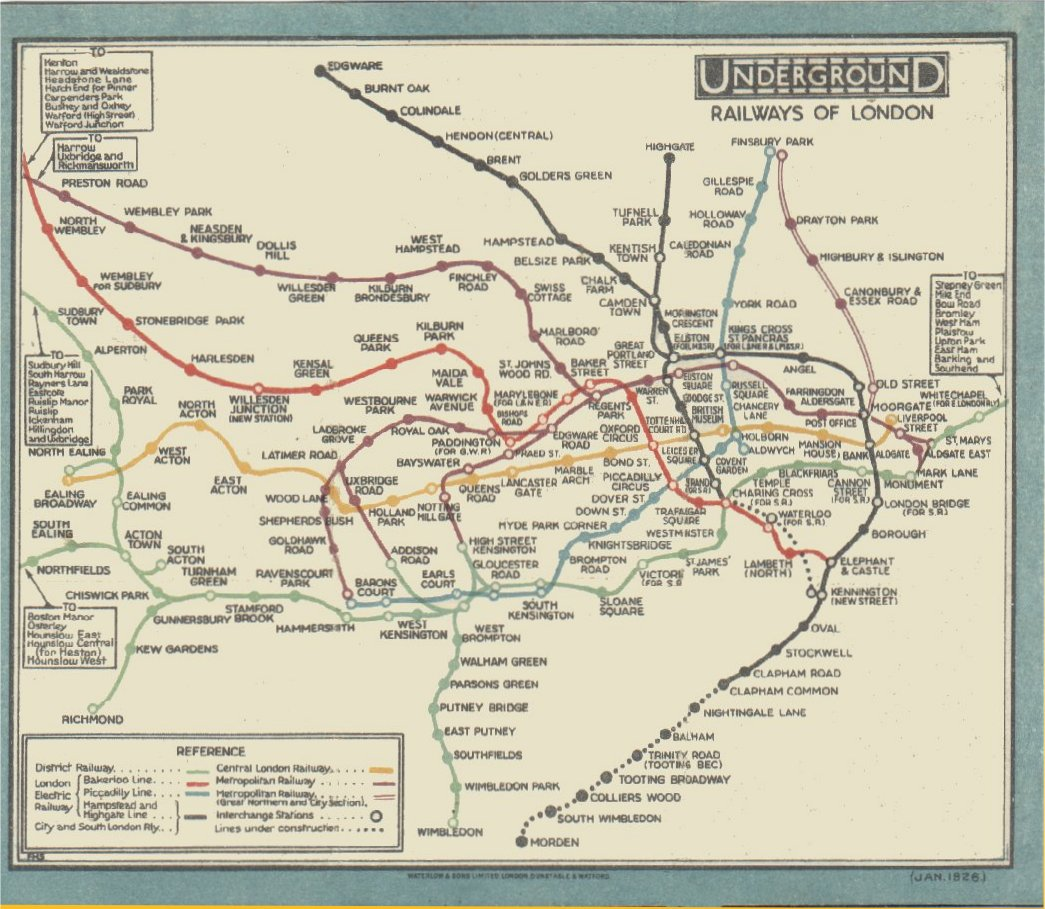
Metrolijnenkaart uit 1926

In tegenstelling tot wat gebruikelijk is bij het stads- en streekvervoer, zijn er geen lijnnummers. De verschillende lijnen hebben een kleur en een naam. Verder hebben veel lijnen met dezelfde naam verschillende eindpunten, zodat het belangrijk is ook op de eindbestemming te letten. De Northern Line heeft twee verschillende routes, via het West End (Charing Cross) en via de City (Bank), die ten noorden en ten zuiden van het centrum weer bij elkaar komen.
In de onderstaande tabel zijn de basisfeiten van elke metrolijn weergegeven. Ze vermeldt de kleur die gebruikt wordt om de lijn aan te duiden, het openingsjaar en het soort tunnel dat gebruikt wordt. Tot 2007 behoorde ook de East London Line tot het Underground-net. Deze werd met de kleur oranje aangeduid. Deze lijn is onderdeel geworden van London Overground en wordt weer aangeduid met oranje.
| Naam                     | Kleur       | Geopend | Type        | Lengte  | Stations | Treinstellen | Maximum aantal eenheden tegelijk in dienst    |
| ------------------------ | ----------- | ------- | ----------- | ------- | -------- | ------------ | --------------------------------------------- |
| Bakerloo Line            | Bruin       | 1906    | Deep level  | 23,2 km | 25       | Type 1972    | 31                                            |
| Central Line             | Rood        | 1900    | Deep level  | 73,5 km | 49       | Type 1992    | 78                                            |
| Circle Line1             | Geel        | 1884    | Sub-surface | 27,0 km | 36       | Type S7      | 33 gezamenlijk met de Hammersmith & City Line |
| District Line2           | Groen       | 1868    | Sub-surface | 64 km   | 60       | Type S7      | 76                                            |
| Hammersmith & City Line3 | Roze        | 1864    | Sub-surface | 26,5 km | 29       | Type S7      | 33 gezamenlijk met de Circle Line             |
| Jubilee Line             | Zilver      | 1979    | Deep level  | 36 km   | 27       | Type 1996    | 58                                            |
| Metropolitan Line        | Paars       | 1863    | Sub-surface | 67 km   | 34       | Type S8      | 49                                            |
| Northern Line4           | Zwart       | 1890    | Deep level  | 58 km   | 52       | Type 1995    | 96                                            |
| Piccadilly Line6         | Donkerblauw | 1906    | Deep level  | 71 km   | 53       | Type 1973    | 79                                            |
| Victoria Line            | Lichtblauw  | 1968    | Deep level  | 21 km   | 16       | Type 2009    | 41                                            |
| Waterloo & City Line5    | Groenblauw  | 1898    | Deep level  | 2,4 km  | 2        | Type 1992    | 5                                             |

Op verschillende plaatsen (waaronder Bank, Canary Wharf en Stratford), kan men van de metro overstappen op de (automatische) Docklands Light Railway. Er zijn vele overstapmogelijkheden op het gewone treinverkeer (onder andere bij de stations Paddington, Kings Cross, Euston, Liverpool Street, Waterloo, Victoria en Charing Cross). Aansluiting op de trams van de Croydon Tramlink bestaat in het station Wimbledon, op de internationale Eurostar-treinen in het station St. Pancras.

### Nachtmetro

Routekaart van nachtmetro

Op 16 augustus 2016 is de Night Tube van start gegaan, na een initiatief van burgemeester Boris Johnson. De Night Tube is het aanbod dat Transport for London op vrijdag- en zaterdagnacht aanbiedt. Tijdens deze twee nachten blijven de metro's op bepaalde lijnen doorrijden na het normale sluitingsuur. Hierdoor krijgt men 24 uur dienstverlening. Eerst bestond de Night Tube enkel uit de Victoria Line, Northern Line en Central Line. Later in 2016 werden ook de Jubilee Line en de Piccadilly Line toegevoegd.
In juli 2017 maakte burgemeester Sadiq Khan bekend dat ook de East London Line vanaf december 2017 (vroeger een metrolijn, nu London Overground) ook een 24-uursdienstverlening zou krijgen op vrijdag en zaterdag.

### Diepste en hoogste punt
De Northern Line is houder van zowel het diepte- als het hoogterecord in de Londense metro. Het diepste punt van het gehele metrostelsel ligt op de Northern Line op een diepte van 67,4 meter onder het maaiveld ter hoogte van Holly Bush Hill in Hampstead. Het hoogste punt met 18 meter boven de grond eveneens op de Northern Line en wordt gevormd door het Dollis Brook-viaduct over Dollis Road.
Het metrostation van Hampstead is met zijn ligging van 58,5 meter onder de grond het diepste station van de metro van Londen. Station Angel, ook op de Northern, heeft de langste roltrap met een lengte van 60 meter.

## Geschiedenis
Als het oudste en een van de meest complexe metrostelsels in de wereld heeft de Londense metro een rijke geschiedenis. Bovendien bestaan er interessante spookstations. Op de Central Line tussen Tottenham Court Road en Holborn is bijvoorbeeld het donkere perron van het voormalige station British Museum te zien. Ook het station van Down Street (waar de regering van Churchill ondergedoken zat tijdens de Tweede Wereldoorlog) is te herkennen, maar dan van buiten.

### Ontstaan
In de eerste helft van de 19e eeuw was er een snelle ontwikkeling van treindiensten naar Londen, maar de eindpunten van deze lijnen werden ver van het centrale zakendistrict gebouwd, om schade aan historische gebouwen te vermijden. Hierdoor waren velen afhankelijk van het postkoetsvervoer, dat snel oververzadigd raakte. De oplossing kwam in de vorm van nog maar eens een spoorweg. In 1854 werd beslist dat de Metropolitan Railway Company de vergunning kreeg om een kort gedeelte ondergrondse spoorweg aan te leggen tussen de stations Paddington en Farringdon. Dit zou de stations King's Cross, St. Pancras, Euston en Paddington verbinden met een punt vlak bij het zakendistrict van Londen, The City. De tunneltrajecten en de verdiepte openluchttrajecten werden eerst uitgegraven en daarna overdekt. Dit eerste deel van de Metropolitan Railway werd geopend in 1863 en sloot aan op de spoorlijnen van de diverse spoorlijnmaatschappijen waardoor doorgaande treindiensten naar het hart van de stad mogelijk werden. Ten behoeve van de Great Western Railway (GWR) spoorwegmaatschappij (Paddington) die op breedspoor van 2140 mm reed is er toen drierailig spoor aangelegd. De rail dichtst bij de perrons werd door alle treinen gebruikt. Vrij snel na de opening zijn de breedspoor rails verwijderd, toen de Great Western Railway zijn spoornet naar normaalspoor omspoorde. Er werden stoomlocomotieven gebruikt om de treinen te trekken. Deze hadden speciale koudwatertanks om de stoom te condenseren. Bovendien probeerden de machinisten zoveel mogelijk te stoken op de openluchttrajecten en zo min mogelijk rook te produceren in de tunnels. Om de rookontwikkeling te beperken werden op regelmatige afstanden ventilatiekokers in de tunnels aangelegd.
Er kwam snel uitbreiding. De Metropolitan Line vertakte zich naar de buitenwijken, soms verschenen er zelfs nieuwe dorpjes uit het niets langs de spoorweg. De hele regio kreeg de naam "metroland". De maatschappij kocht ook land langs de spoorlijn en bouwde er woningen. In 1880 vervoerde de 'Met' al 40 miljoen passagiers per jaar.
Ondertussen begon een tweede spoorwegmaatschappij meer in het zuiden te bouwen. De Metropolitan District Railway (nu District Line) opende een verbinding van Westminster tot South Kensington in 1868. Ze maakte handig gebruik van de indijking van de Thames om uit te breiden richting The City, tot aan Tower Hill. De Metropolitan District Railway verbond de stations Victoria, Charing Cross, Blackfriars, Cannon Street en Fenchurch Street. Na de City ingenomen te hebben concentreerde de District Railway zich nog meer dan de Metropolitan Railway en bereikte Richmond, Wimbledon en Ealing.
Hoewel de Circle Line geen onafhankelijke lijn was tot 1949, hadden de "District" en de "Metropolitan" een partnerschap gesloten om een "Inner Circle" (binnencirkel) uit te baten. Deze dienst begon in 1884.
Er kwam een snelle vooruitgang in de techniek om diepe tunnels te graven. Er konden nu veilige tunnels diep onder de grond gegraven worden. De eerste echt diepliggende spoorweg was de "Tower Subway" onder de Theems ten zuiden van Tower Hill in 1870. Deze lijn werd snel stopgezet, maar door betere boorschilden en elektrische locomotieven konden de ingenieurs ambitieuzere plannen maken. Het resultaat hiervan was de City & South London Railway, die King William Street (dicht bij het huidige station Monument) met Stockwell verbond. Het was een ruwe rit en het gebrek aan ramen had een slecht effect op de passagiers. Van deze fouten werd echter geleerd en gedurende de volgende 25 jaar werden zes nieuwe deep-level-lijnen gebouwd.
De exploitatie door zes onafhankelijke bedrijven, maakte het metronetwerk ingewikkeld. Op veel plaatsen moesten passagiers een eind bovengronds wandelen om op een andere lijn over te stappen. Ook de kostprijs van zo een systeem was hoog, waardoor veel bedrijven investeerders zochten die hun het geld konden geven om verder uit te breiden naar de winstgevende buitenwijken.
Een van die geldschieters was Charles Yerkes, een Amerikaans zakenman wiens bedrijven (eerst de Metropolitan District Traction Company, later de Electric Railways of London) de District, Piccadilly en Bakerloo overnamen. The Underground Group, zoals het tweede bedrijf bekendstond, slokte later ook de rest van de lijnen op, buiten de Metropolitan Line en de Waterloo & City Line (die tot 1994 onafhankelijk bleef). Het bedrijf bezat ook vele tramlijnen en kocht de London General Omnibus Company en werd zo bekend als de Combine. In 1933 werd een publiek bedrijf, het London Passenger Transport Board, opgericht. De Underground Group, de Metropolitan Line en alle onafhankelijke tramlijnen werden onder het beheer van dit bedrijf geplaatst, een organisatie die bijna de omvang had van het huidige Transport for London.
Tussen de Wereldoorlogen was er een snelle uitbreiding, de Northern Line en de Bakerloo Line werden verlengd tot de buitenwijken in het noorden van de stad. De stationsontwerpen van architect Charles Holden behouden ook vandaag nog hun frisheid.

### Tweede Wereldoorlog

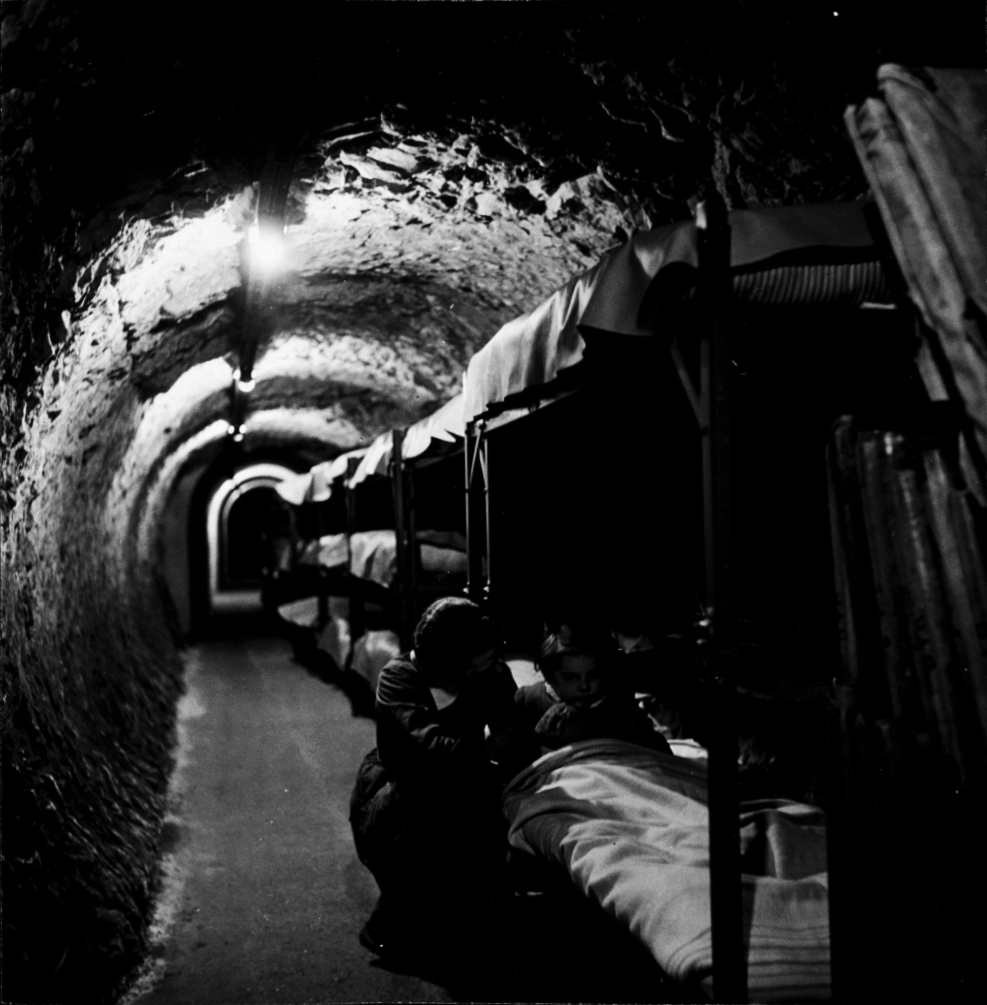
Metrotunnel als schuilkelder in de Tweede Wereldoorlog

De uitbraak van de Tweede Wereldoorlog, en in het bijzonder de aanval op Groot-Brittannië, zorgde ervoor dat veel van de stations van het Londense metronetwerk bij luchtaanvallen gebruikt werden als schuilkelders. Ze waren hiervoor zeer geschikt, maar toch vonden er verschillende ongelukken plaats. In het station Bethnal Green stierven meer dan 172 mensen, ze werden vertrapt toen er paniek uitbrak in de menigte. Andere delen van het netwerk kregen andere bestemmingen tijdens de oorlog.
- een afgelegen deel van de Central Line werd omgevormd tot een ondergrondse munitiefabriek;
- het gesloten station Brompton Road werd gebruikt als luchtafweercentrum;
- het gesloten station Down Street werd door Winston Churchill gebruikt tot de Cabinet War Rooms gebouwd werden, waarna het dienstdeed als hoofdkwartier van het Emergency Railway Committee.

### Na de oorlog
Na de oorlog raakte het systeem steeds meer verzadigd. De aanleg van de zorgvuldig geplande Victoria Line in een noordoost-zuidwest richting onder centraal Londen, trok veel van het extra verkeer, ontstaan door de heropbloei van de stad na de oorlog, naar zich toe. De lijn werd zo ontworpen dat de reiziger in bijna alle stations kon overstappen naar een of meer andere lijnen. Het was ook de eerste metrolijn die gebruik maakte van Automatic Train Operation (ATO).
De Jubilee Line werd genoemd naar het zilveren jubileum van koningin Elizabeth II in 1977, maar werd pas twee jaar later geopend. Aan het eind van de jaren 1990 werd ze uitgebreid via de Docklands (de oude dokken van de Londense haven, nu een gebied met een commerciële en residentiële invulling) naar Stratford in Oost-Londen. De stations van deze uitbreiding zijn zeer stijlvol en ruim, elk ervan ontworpen door een bekende architect. Zo meent London Underground dat bijvoorbeeld het station North Greenwich "groot genoeg is om een cruiseschip als de Queen Mary in te herbergen". Alle stations ten westen van Canning Town beschikken over automatische deuren aan de rand van het perron, om de windweerstand van de trein te verminderen en om zelfmoorden te voorkomen. Deze moderne stations zijn ook uitgerust met liften om een makkelijke toegang te waarborgen.
Overstromingen zijn een groeiend probleem voor het netwerk. Het grondwater van Londen stijgt sinds de jaren 1960, na het sluiten van bedrijven als brouwerijen en papiermolens, die vroeger een groot deel van het grondwater verbruikten. Midden 2001 pompte London Underground elke dag 30.000 kubieke meter water uit zijn tunnels.
Tot de voltooiing van de werken om de overstroming van de Theems te voorkomen, was er ook een reëel gevaar van overstroming vanuit de rivier. In de tunnels werden verschillende deuren gebouwd om in geval van nood overstroomde delen van de tunnels af te sluiten, zodat er op de rest van de lijn verder gereden kon worden. Hoewel deze deuren tegenwoordig niet meer nodig zijn, worden ze nog steeds driemaal per jaar getest.

### Aanslagen
- Op donderdag 7 juli 2005 vielen bij explosies op drie verschillende metrostellen meer dan 50 slachtoffers. Ook een bus werd opgeblazen. Zie terroristische aanslagen in Londen van 7 juli 2005.
- Op donderdag 21 juli 2005 waren er lichte explosies op drie verschillende metrostellen en een bus. Zie terroristische aanslagen in Londen van 21 juli 2005.
- Op vrijdag 15 september 2017 vielen er bij een explosie op een metro ongeveer 30 gewonden.

## Toekomst

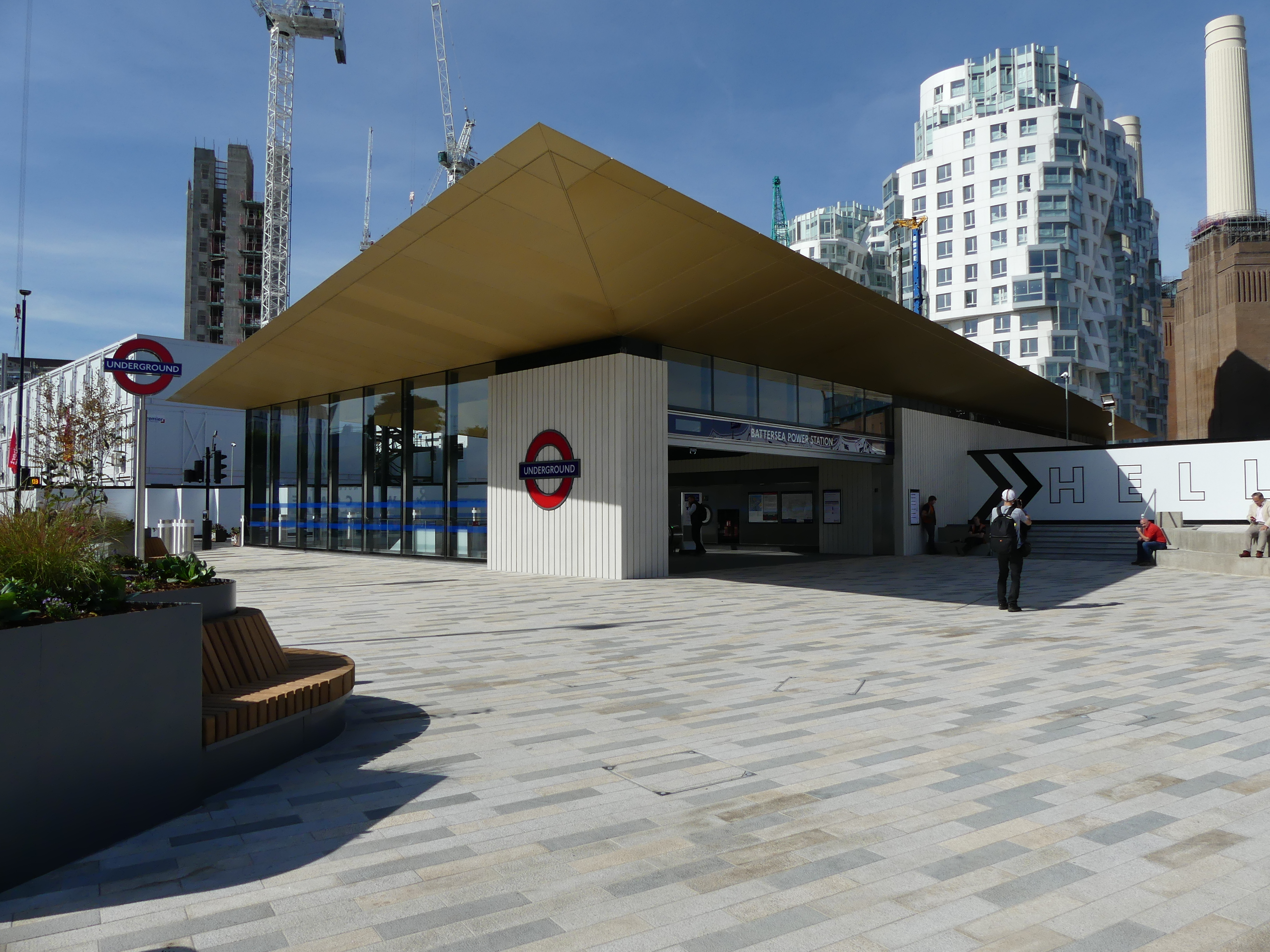
Battersea Power Station te Battersea, het nieuwste metrostation in Londen

- Sommige secties van de Underground zijn meer dan 150 jaar oud en zijn dus aan vernieuwing toe. Transport for London heeft daarom een plan opgesteld waarin vanaf 2009 een grootschalige modernisering van zowel de infrastructuur als de tunnels gepland zijn. Ten gevolge van deze modernisering zijn er in de weekends regelmatig secties van lijnen of hele lijnen gesloten.
- Een van deze moderniseringen is het vervangen van het oude materieel op de sub-surface lijnen door S-stock. Dit project is in 2017 afgerond.
- Het materieel op de Bakerloo Line, Central Line, Piccadilly Line en Waterloo & City Line wordt vanaf 2025 vervangen door nieuw materieel.
- De tak van de Northern Line van High Barnet via Charing Cross naar Kennington is naar het te ontwikkelen gebied bij Battersea Power Station doorgetrokken. De verlenging is aangelegd en twee stations zijn in september 2021 geopend.[10] Het eindtraject naar Morden zou dan alleen nog worden bediend door de andere tak van de Northern Line via Bank.
- Er was een plan (Croxley Rail Link) dat het eindpunt Watford van de Metropolitan Line zou worden gesloten en dat vlak voor dit station de lijn zou worden omgeleid naar het nieuwe eindpunt Watford Junction met twee nieuwe tussenstations. Dit zou in januari 2020 afgewerkt geweest zijn. Zware budgetoverschrijdingen in 2016 en 2017 op het traject hebben de werken evenwel tijdelijk onderbroken. Het is nog onduidelijk of en wanneer het traject wordt afgewerkt.
- Er bestaan voor een aantal lijnen uitbreidingsplannen die in diverse stadia van voorbereiding verkeren. Een plan, dat nog in de studiefase verkeert, is de zuidelijke verlenging van de Bakerloo Line naar Lewisham en mogelijk verder.[11][12]

## Vervoersbewijzen

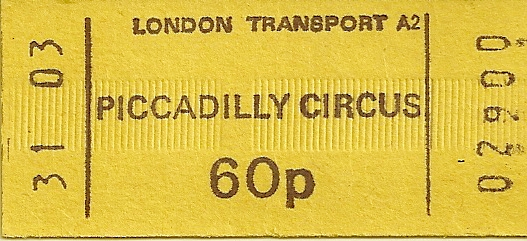
Metrokaartje uit 1981

Vanaf het begin werden voor de metro enkeltjes en retours verkocht. Hierop stond het vertrekstation afgedrukt en het betaalde bedrag bepaalde hoe ver men kon reizen. Er is een ingangs- en uitgangscontrole bij de stations. Vroeger was het gebruikelijk bij te betalen bij uitgang, als de kaart of abonnement je niet het recht gaf tot dit station te rijden. Al snel werden de kaarten voorzien van een magneetstrip, zodat zowel de ingangs- als de uitgangscontrole uitgevoerd kon worden door poorten. Er is altijd bemanning aanwezig bij de poorten om reizigers te assisteren. De kaarten waren alleen geldig voor de metro en de bus; voor de Britse spoorwegen had je een apart vervoersbewijs nodig.

### Zonetarief
Om de verschillende vervoermiddelentarieven te integreren binnen Londen is een zonetariefsysteem ingevoerd. Er zijn een centrumzone en 5 ringzones eromheen. Zone 6 is de buitenste. De "Travelcard"-dagkaarten en -abonnementen zijn geldig op alle vervoermiddelen (trein, metro, tram, bus en DLR) binnen de gekozen zones.

### Oyster card

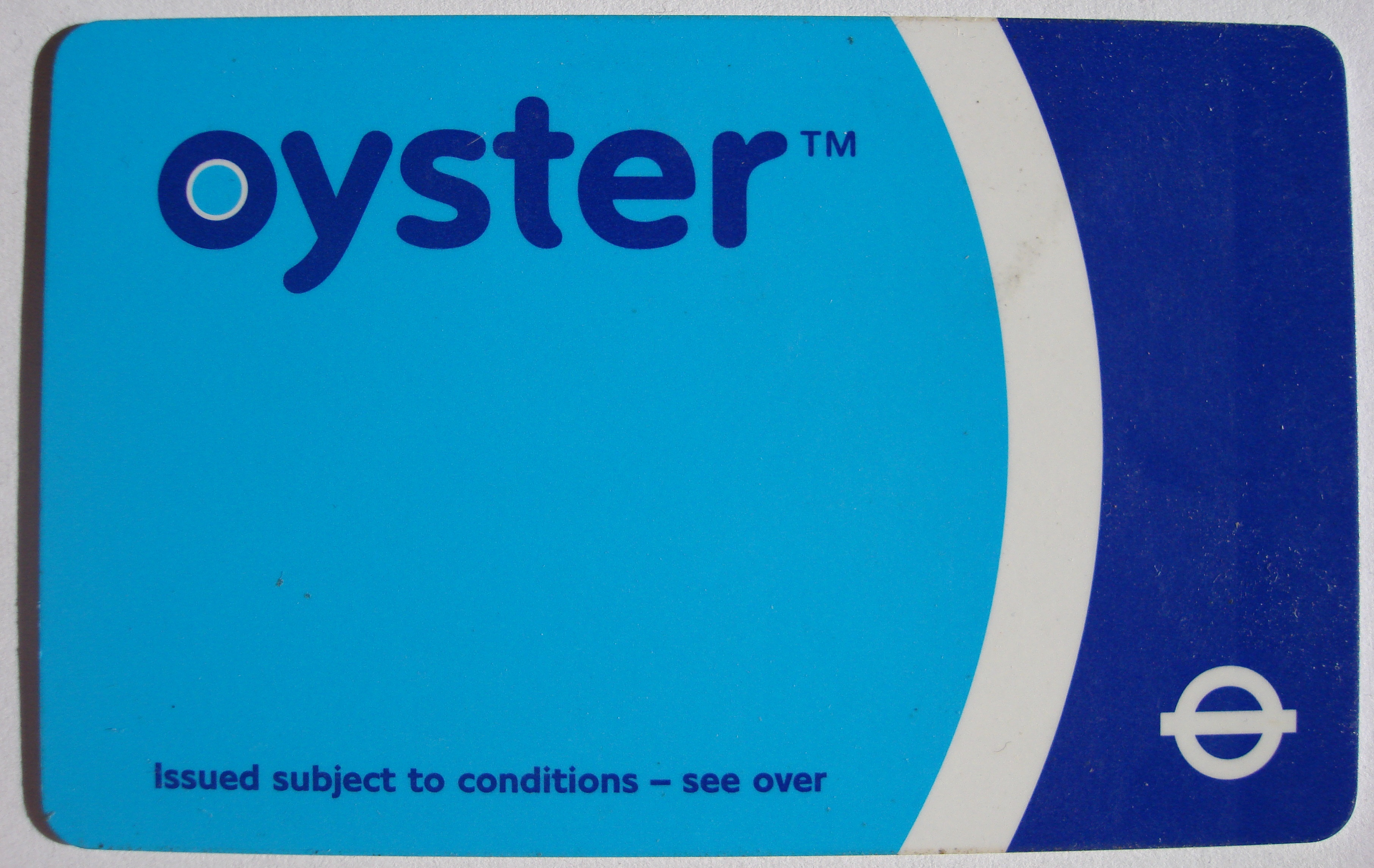
De Oyster card

In Londen is een elektronische kaart, de Oyster card, ingevoerd. De bestaande abonnementen kunnen hier opgeladen worden. Daarnaast kan er met deze kaart op saldo gereisd worden. Hiermee moet er in- en uitgecheckt worden, net als bij de Nederlandse OV-chipkaart of de Belgische MOBIB-kaart. Er zijn belangrijke verschillen:
- Op de bussen en trams hoeft alleen ingecheckt te worden. Er is een standaard tarief, ongeacht de afstand binnen Londen.
- Er wordt een dagmaximum (capping) toegepast, 50 pence minder dan de vergelijkbare dagkaart voor de betrokken zones. De reiziger hoeft niet vooraf te bepalen of een dagkaart zinvoller is.
- Het reizen op saldo kan niet voor alle treinreizen binnen Londen gebruikt worden. In het algemeen is het saldo-reizen wel mogelijk als het vertrek- en aankomststation ook metrostations zijn. Het saldo-reizen is ook ingevoerd op de London Overground. De overheid van Londen is met treinmaatschappijen in onderhandeling om het "Pay as you go" (saldo-reizen) uit te breiden.

Om het gebruik van de Oyster card te bevorderen, zijn de cash-tarieven flink verhoogd. Eén enkele rit in de metro kost in 2017 £ 4,90 (binnen zone 1) tot £ 6,00 (maximumtarief). Met Oyster is het normale minimumtarief £ 2,40.
Naast de Oyster card kan er met een bankpas met nfc-chip worden betaald. In de meeste gevallen werkt deze direct.